# Synagogenbezirk Wartenburg in Ostpreußen

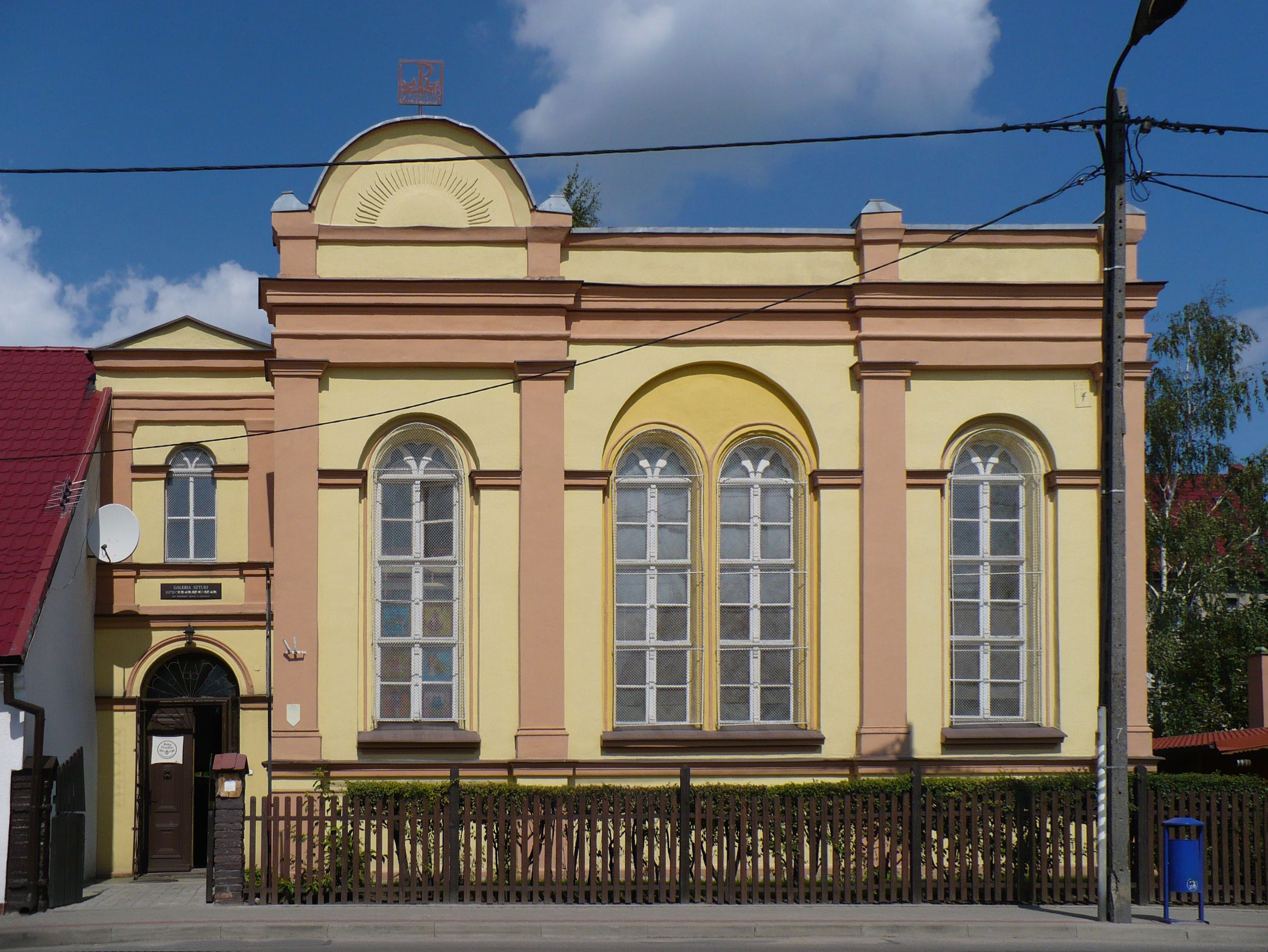
Synagoge in Wartenburg

Der Synagogenbezirk Wartenburg in Ostpreußen mit Sitz in Wartenburg in Ostpreußen, heute eine Stadt in der polnischen Woiwodschaft Ermland-Masuren, wurde nach dem Preußischen Judengesetz von 1847 geschaffen.
Der Synagogenbezirk umfasste Mitte des 19. Jahrhunderts neben Wartenburg auch die jüdischen Einwohner der umliegenden Orte.